# Anisodes pulvinaris
Anisodes pulvinaris är en fjärilsart som beskrevs av W. Warren 1902. Anisodes pulvinaris ingår i släktet Anisodes och familjen mätare. Inga underarter finns listade i Catalogue of Life.